# Teolo
Teolo est une commune de la province de Padoue de la Vénétie en Italie.

## Culture
- Abbaye de Praglia

## Administration
| Période                                  | Période  | Identité       | Étiquette     | Qualité |
| ---------------------------------------- | -------- | -------------- | ------------- | ------- |
| 28 mai 2002                              | En cours | Lino Ravazzolo | Centro-Destra |         |
| Les données manquantes sont à compléter. |          |                |               |         |

### Hameaux
Bresseo, Castelnuovo, Feriole, Monteortone, Monterosso, Praglia, San Biagio, San Benedetto, Tramonte, Treponti, Villa 

### Communes limitrophes
Abano Terme, Cervarese Santa Croce, Galzignano Terme, Rovolon, Saccolongo, Selvazzano Dentro, Torreglia, Vò.

### Personnalités nées à Mezzanino
- Salvatore Morale